# 네르바
마르쿠스 코케이우스 네르바(Marcus Cocceius Nerva 마르쿠스 코케이우스 네르와[*])는 로마 제국의 제12대 황제(96년 9월 18일 - 98년 1월 27일)이다. 네르바는 네로와 플라비우스 왕조의 통치자들 밑에서 생애 대부분을 보낸 후, 거의 66세가 다 되어서야 황제가 되었다. 네로 밑에 있었을 때, 그는 네로의 측근이자 65년 피소 음모를 밝혀내는 데 중요한 역할을 했다. 이후 플라비우스 왕조의 충신으로, 베스파시아누스와 도미티아누스 재위 시절인 71년과 90년에 집정관직을 수행하기도 했다.
96년 9월 18일에 도미티아누스가 친위대 인원들과 그의 해방 노예가 연루된 궁전의 음모로 암살되었고, 같은 날에 로마 원로원은 네르바를 황제로 선포했으나, 이는 친위대가 내린 결정이었기에 원로원이 이러한 결정을 받아들이는 것이 가능했다. 새로운 로마 황제로서, 그는 도미티아누스의 전제 정권 기간에 제한당했던 자유를 회복하기로 선포했다.
네르바의 짧은 재위 기간은 재정적 어려움과 로마군에 대한 그의 권위를 주장하는 것으로 인해 힘든 시기를 겪었다. 특히나 97년 10월에 일어난 근위대의 반란은 그가 후계자로 양자를 받아들이도록 강요했다. 신중을 기울여, 네르바는 인기있는 장군이던 트라야누스를 후계자로 입양했다. 재위에 오른 지 15개월 만에 그는 98년 1월 27일에 자연사했다. 그가 죽은 뒤 트라야누스가 재위를 이어받고 그를 신격화했다.
생애 대부분은 불명확하지만, 네르바는 고대 역사가들에게 현명하고 온화한 황제로 평가받았다. 네르바의 가장 큰 성공은 그가 사망한 후에 트라야누스를 후계자로 택하여 평화로운 권력 이양을 이뤄낸 것은 그의 능력이었으며, 이에 따라 네르바-안토니누스 왕조를 세운 것이었다.

## 어린 시절

### 가정
마르쿠스 코케이우스 네르바는 로마에서 북쪽으로 50km 거리에 있는 나르니라는 마을에서 칼리굴라 재위 기간 보좌 집정관이었던 마르쿠스 코케이우스 네르바와 세르기아 플라우틸라 (Sergia Plautilla)의 아들로 태어났다. 사료들은 그가 태어난 해가 서기 30년이나 35년이라고 한다. 그는 전임 황제 오토의 형제인 루키우스 살비우스 오토 티티아누스와 혼인한 코케이아라는 이름을 가진 자매 최소한 한 명을 두고 있었다.
플라비우스 왕조의 성립자인 베스파시아누스처럼 네르바는 로마 엘리트 귀족층보다는 이탈리아계 귀족 출신이었다. 그럼에도 코케이우스 일족은 후기 공화정과 제정 초에 가장 존경받고 저명한 정치 가문들 중 하나였으며, 각자 세대를 이어 집정관직을 유지했다. 모두 마르쿠스 코케이우스 네르바라는 이름을 지닌, 네르바의 부계쪽 직접적인 선조들은 아우구스투스 황제 시기의 궁중 사회와 연관되어 있기도 했다.
네르바의 증조부는 기원전 36년의 집정관이자, 같은 해의 아시아 속주의 총독이었다. 조부는 21년이나 22년 7월에 보좌 집정관이 되었으며, 티베리우스 황제 (서기 14–37년)가 23년부터 사망한 33년까지 카프리섬에서 지내는 동안 함께 있는 등, 사적인 친구로 알려져 있다. 네르바의 아버지는 칼리쿨라 황제 시기에 마침내 집정관직을 수행했다. 코케이우스 씨족들은 세르기아 플라우틸라의 형제 가이우스 옥타비우스 라이나스와 티베리우스의 증손녀인 루벨리아 바사의 혼인을 통하여 율리우스-클라우디우스 왕조와 연결되어 있다.

### 즉위 이전
네르바의 초기 생애나 경력에 대해 많이 기록된 것은 없으나, 그가 일반적인 행정직이나 군사 경력을 거치지 않았다는 것은 나타나 있다. 조상들처럼 그는 서기 65년에 선출직 법무관이었고, 유능한 외교관이자 전략가였던 그는 궁중 업무 영역으로 자리를 옮긴다. 네로 황제의 조언가로서, 그는 65년의 피소 음모를 성공적으로 감지해내 밝혀내는 데 도움을 주었다. 음모를 밝혀내는 데 그의 정확한 기여는 알려져 있지 않지만, 그의 일이 상당했을 것으로 보이는데, 그가 한 일로 그는 네로의 친위대 사령관 티겔리누스의 몫과 동등한 보상을 받았기 때문이다. 그는 보통 군사 승리를 거둔 자에게 주어지는 개선식이 치러졌고 궁정 전역에 그의 조각상을 둘 수 있는 권한을 얻었다.
동시대 시인 마르티알리스에 의하면, 네로는 네르바를 "우리 시대의 티불루스"라며 칭송하며, 그의 글솜씨를 높게 평가했다. 네로의 또다른 중요 측근 인물에는 40년대에 개선식을 치른 노련하고 존경받는 장군인 베스파시아누스가 있었다. 네르바가 황제 조언가이던 시절에 베스파시아누스가 그와 친구가 된 걸로 나타났는데, 이는 베스파시아누스가 67년에 유대 전쟁으로 파견됐을 때 베스파시아누스의 막내 아들 도미티아누스를 보살펴달라고 부탁했었을 것이다.
68년 6월 9일에 일어난 네로의 자살은 율리우스-클라우디아스 왕조에 종말을 가져왔고, 69년 12월 21일 베스파시아누스의 즉위가 일어날 때까지 갈바, 오토, 비텔리우스 황제들의 연속된 흥망성쇠를 겪었던 혼돈의 네 명의 황제의 해로 이끌었다. 오토가 네르바의 매부라는 걸 제외하면, 69년 동안에 그의 소재에 대해선 사실상 알려진 것이 없었던, 그는 플라비우스 왕조의 가장 이른 시기이자 가장 강력한 지지자 중 하나로 나타났다.
한 일은 알려져 있지 않으나, 그는 71년 베스파시아누스의 재위 때 일찍이 집정관직을 수여받았다. 이는 그가 새로운 정권 때 일찍이 공직을 맡아서뿐만이 아니라, 이 직위는 보통의 집정관직 (덜 영예로운 부집정관직 대신에)이었으며, 그가 베스파시아누스 집권기에 이러한 방식으로 영예를 얻은 플라비아누스 왕조 이외 몇 안 되는 인물이 되었기에 대단한 영광이었다. 71년 이후,  네르바는 역사 기록에서 다시 사라지는데, 아마도 베스파시아누스 (69–79)와 그의 아들들인 티투스 (79–81년), 도미티아누스 (81–96) 밑에서 눈에 띄지 않은 조언가로서 역할을 이어나갔기 때문으로 추정한다.
그는 89년 사투르니우스 반란 기간에 재등장한다. 89년 1월 1일, 게르마니아 수페리오르의 총독 루키우스 안토니우스 사투르니누스와 마인츠에 주둔한 그의 휘하 두 개 군단들인 게미나 제14군단과 라팍스 제21군단은 카티족의 도움을 받아 로마 제국을 상대로 반란을 일으켰다. 게르마니아 인페리오르의 총독 라피우스 막시무스는 라이티아의 프로쿠라토르 티투스 플라비우스 노르바누스의 도움을 받아 즉시 그곳으로 이동했다. 24일 내에 반란군은 무너졌고, 마인츠에 있던 반란군의 지도자들은 무자비한 처벌을 받았다. 반란을 일으킨 군단들은 일리리쿰 국경 지역으로 보내졌고, 반란군을 제압하는 데 도움을 준 이들은 정당한 보상을 받았다.
도미티아누스는 사투르니우스의 반란 이후에 네르바에게 집정관직을 제공하며 그 해를 시작했다. 다시 한번, 아마도 네로 시절 피소 음모 기간에 했던 것과 유사한 방식으로, 네르바가 음모를 밝혀내는 데 역할을 하면서 영예가 그에게 수여됐다. 그 대신에, 도미티아누스는 네르바를 안정성과 자신의 정권에 대한 현상태를 강화하기 위한 자신의 동료로 택한 것일지도 모른다. 그 반란이 제압되고 나서야, 로마 제국은 질서를 회복할 수 있었다.

## 재위 시절

### 즉위

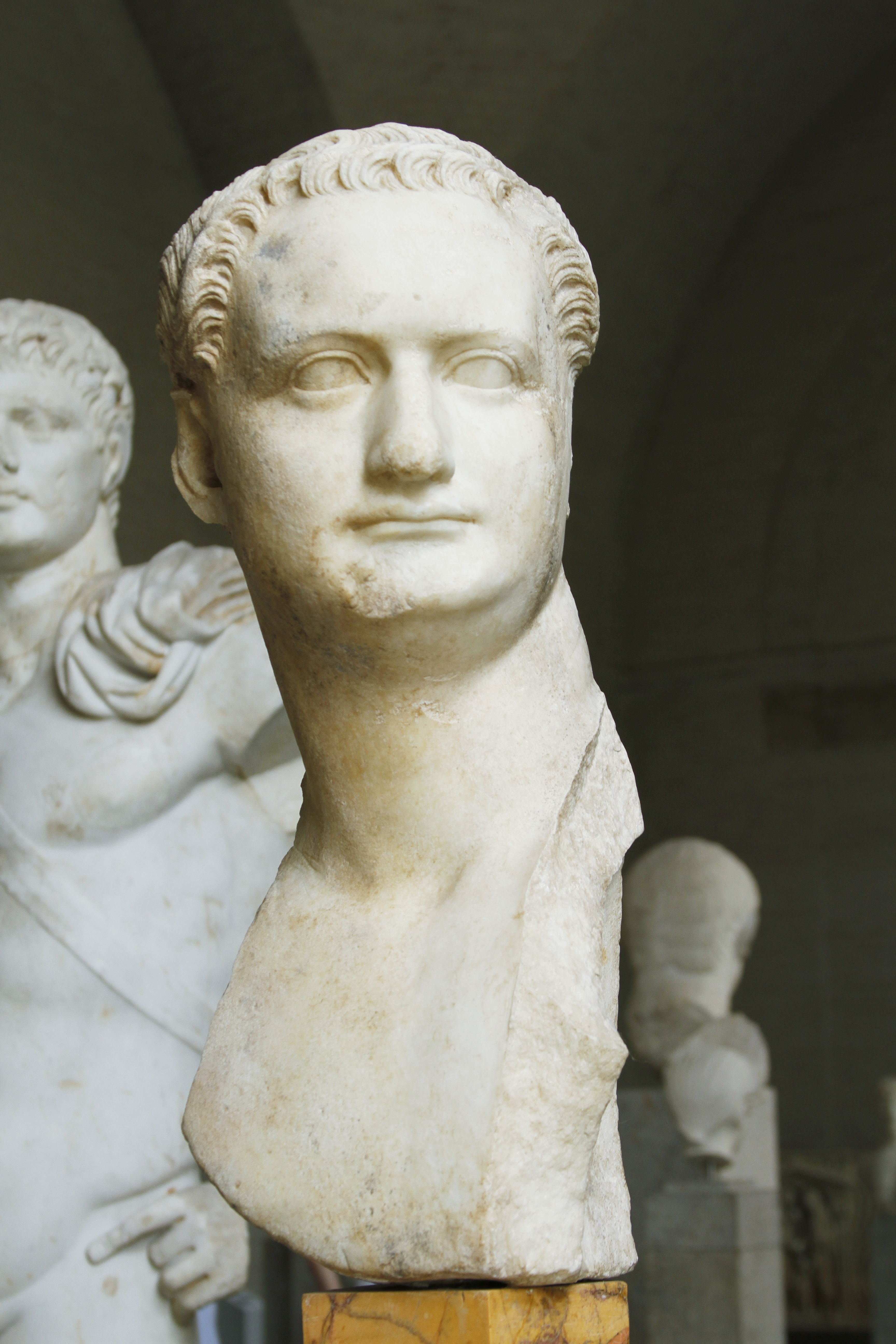
도미티아누스의 흉상. 로마 카피톨리노 미술관.

96년 9월 18일, 도미티아누스는 궁중 관리들이 꾸민 궁정 음모로 암살되었다. 오스티아의 달력 파스티 오스티엔세스는 같은 날에 로마 원로원이 마르쿠스 코케이우스 네르바를 황제로 선포했다고 기록했다. 그의 정치 경력에도 불구하고, 이것은 놀라운 선택이었다. 네르바는 노쇠하고 자녀가 없는 데다가, 경력 대부분을 가벼운 공직들로 보냈기에, 비록 그의 연루 가능성 결여가 그를 도미티아누스 세력들이 받아들이게끔 했을 테지만, 고대 및 현대 학자들 모두로 하여금 도미티아누스의 암살에 그의 개입을 추측하게끔 이끌었다.
카시우스 디오에 의하면, 공모자들은 암살에 앞서 네르바를 잠재적 후계자로서 접근했다고 하며, 이는 그가 최소한 이 계획을 알고 있었다고 나타내었다. 이와는 대조적으로 수에토니우스는 네르바를 언급하지 않았지만, 요령있게 그의 역할을 빠트린 것일 수도 있다. 수에토니우스의 저서들이 네르바의 직접적인 후계자인 트라야누스와 하드리아누스 시기에 출판된 것을 고려하면, 네르바-안토니누스 왕조가 살인으로 즉위를 했다라는 것을 나타내는 것은 그에게 오히려 민감한 일이 아니었을 것이다. 한편 네르바는 제국에서 폭넓은 지지 부족을 겪었고, 플라비우스 왕조의 충신으로 알려진 그의 행적 기록은 그가 음모의 공모자들에게 권해지지 않았을 것이다. 정확한 사실은 역사에 의해 불명확해졌지만, 현대 역사가들은 네르바가 암살 발발 소식이 전해진 지 몇 시간 만에 원로원의 주도하에 황제로 선포되었다고 믿는다.
네르바는 연령과 병치레 때문에 황제 후보자가 되기에 부적절하게 보일 수 있지만, 그는 안전한 서택이라고 여겨졌는데, 바로 그가 노년이고 아이가 없었기 때문이었다. 게다가 그는 플라비우스 왕조와 긴밀한 관계를 갖고 있었고 원로원의 상당한 인원들의 지지를 끌어냈다. 네르바는 네로의 죽음이 초래했던 무정부 상태를 겪은 바가 있었으며, 그는 겨우 몇 시간이 무자비한 내전으로 이어져 서둘러야한다는 걸 알았다. 그는 즉위 제안과 반란의 위험을 거부하기보다는 제안을 받아들였다. 그 결정은 내전을 피하기 위해 서둘렀을 것이지만, 원로원이나 네르바도 도미티아누스에게 일어난 음모에 관련되어있다고 나타나지는 않았다.
네르바가 황제로 즉위한 뒤에, 원로원은 도미티아누스에게, 그의 조각상들을 녹이고, 아치를 허물며, 모든 공공 기록물에서 이름을 제거하는 기록말살형을 내렸다. 칸첼레리아 부조에서 발견된 것처럼, 현존하는 도미티아누스의 초상들은 단순히 네르바의 생김새에 맞에 다시 조각된 것들이었다. 이러한 방식은 새로운 모양을 빠르게 만들고 기존의 재료 재활용하게 해주었다. 추가로, 플라비아 궁전이라고도 알려진, 도미티아누스가 팔라티노 언덕에 세운 거대한 궁전은 "민중의 저택"으로 개명되었고, 네르바 그 자신은 살루스티우스 정원에 있던 옛 베스파시아누스의 빌라에 거주했다.

### 통치

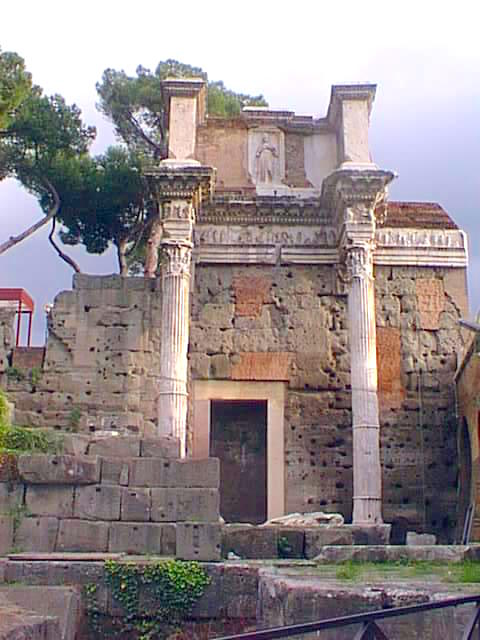
네르바 포룸의 심장부에 있는 미네르바 신전을 둘러싼 꽉막힌 페리스틸륨의 남은 기둥들. 보이는 문 구조물은 원래의 건물 것이 아니며, 중세 시대 동안에 만들어진 많은 개조 사항 중 하나로 보인다.

정권 교체는 도미티아누스 집권기에 가혹하게 박해받았던 원로원 의원들에게 특히나 환영받았다. 자신의 지지자들을 향한 즉각적인 표시로, 네르바는 원로원 의원들이 공직 중에 있는 한 사형에 처해지지 않을 것을 공개적으로 선포했다. 그는 배반을 근거로 한 재판의 종료를 명했고, 이러한 사유로 투옥당한 이들을 풀어주었으며, 추방당한 많은 이들에게는 사면을 부여하였다.
도미티아누스가 압류한 모든 사유재산은 각 가문들에 돌려졌다. 네르바는 또한 그의 집권기에 원로원에 관여하고 싶었으나, 이는 완전한 성공을 거두지는 못했다. 그는 알고 지내고 신뢰하던 친구들과 조언자들에게 계속해서 많이 의존했고, 원로원의 친(親)도미티아누스 세력과 친밀한 관계를 유지함으로써, 그의 목숨에 대한 최소한 한 차례의 음모에 대한 원인이 되었을 수도 있는 적대감을 초래했다.
수에토니우스가 말하길, 사람들은 도미티아누스의 죽음에 동요했기에, 네르바는 로마 민중들 사이에 지지를 얻기 위해 많은 조치들을 취해야만 했었다. 이 당시의 관습상에, 황제의 교체는 로마 민중들과 군대에게 선물과 돈이라는 관대한 지불을 가져다준다고 여겨졌다. 따라서, 1명당 75 데나리우스의 콩기아리움이 시민들에게 부여됐고, 반면 친위대 병사들은 많으면 사람당 5,000 데나리우스가 되는 도나티붐을 받았다. 이러한 관행은 가장 빈곤한 로마인들에게 세금의 짐을 덜어주려는 의도된 여러 경제 개혁들로 인해 이뤄졌다.
빈곤자들 위해, 네르바는 6천만 세스테르티우스 가치에 이르는 토지 분배를 해주었다. 그는 부모와 자녀들에게 상속세 5%를 면해줬고, 그는 이탈리아 지주들에게 그들이 빈곤층 가정의 아이들을 지원하는 그들의 지역 당국에 이자 5%를 지불하는 조건으로 임차를 해주었으며, 이런 부조금 방식은 이후에 트라야누스, 안토니누스 피우스, 마르쿠스 아우렐리우스 때 확장되었다. 추가적으로, 많은 세금들이 면제됐고 특권들이 로마 속주에 부여됐다. 다시 말하여, 그는 로마 제국 전역의 유대인들 모두가 바쳐야만 했던 추가 세금인 피스쿠스 유다이쿠스의 악습을 폐지했으며, 그의 시기 주화에는 FISCI IUDAICI CALUMNIA SUBLATA (유대인들에 대한 악의적 기소 폐지)라는 명각이 있었다. 주화들에는 그가 넵투누스를 기리며 키르쿠스에 새로운 경기를 추가한 것이 나타나 있다. 다른 주화에는 평등, 정의, 도미티아누스 집권기와 대조를 이루는 자유 등의 제국의 이상들을 나타냈다.
얼마 안되어, 심의 주장에 의하면 그럼에도 아마 치명적이지 않을 정도이긴 하지만, 네르바의 지출은 로마 경제에 타격을 주었고, 지출을 과감하게 줄이는 경제 특별 수수료 구성을 피할 수 없었다. 가장 불필요한 종교 제물, 경기, 경마 등이 폐지됐고, 그는 도미티아누스의 배, 부동산, 심지어는 가구 들을 경매에 부치는 걸 포함해 그의 재산으로부터 새로운 수익을 창출해냈다. 많은 양의 돈들을 그는 도미티아누스의 옛 은과 금 조각상에서 획득했는데, 네르바는 자신을 기념하여 이런 유사한 형상을 금지했다.
네르바가 짧은 집권기를 가졌기에, 그의 공공 사업은 얼마없고, 대신에 플라비우스 왕조 시기에 착수되었던 계획들을 완료해냈다. 여기에는 로마의 도로 시스템에 대한 대규모 보수와 수도교 확장 등이 있었다. 수로교 계획은 로마의 송수 낭비를 끝내는 데 도움을 주고 송수 관련하여 뛰어난 서적인 로마상수도론을 발표한 옛 집정관 섹스투스 율리우스 프론티누스가 지휘하던 것이었다. 네르바 시기에 지어진 유일하게 중요한 랜드마크에는 호레아 네르바이라고도 알려진 미곡창과 도미티아누스 때 작업이 시작되어, 아우구스투스 포룸을 평화의 신전으로 연결하는 작은 황제들의 포룸이었다. 이에 대한 유적은 거의 없는데, 이는 어느정도 비아 데이 포르 임페랄리가 네르바의 포룸을 가로 질러 지어졌기 때문이다.

### 계승 위기

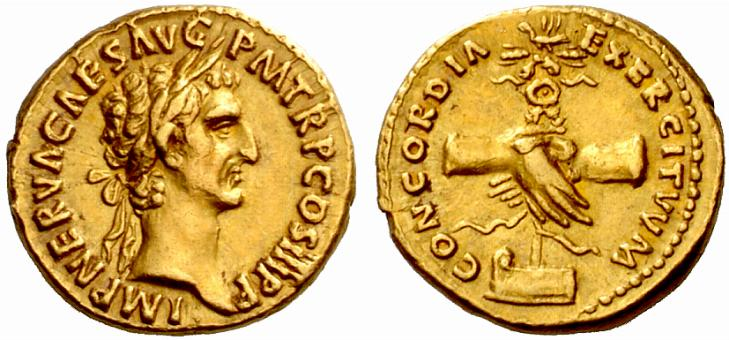
네르바 집권기인 97년경에 주조된 로마의 아우레우스. 반대면에는 콩코르디아 엑세르키투움이라 쓰여져 있고, 군단기를 두 손으로 움켜쥐며 황제와 로마군 간의 일체를 상징한다. Cption: IMP. NERVA CAES. AVG. P. M. TR. P., CO[N]S. III, P. P. / CONCORDIA EXERCITVVM

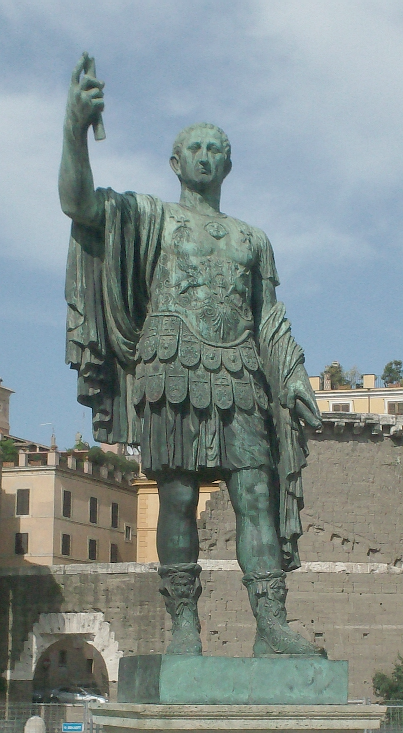
로마 포룸 로마눔에 있는 네르바 청동상

원로원과 로마 민중들에 인기를 유지하려는 네르바의 조치에도, 도미티아누스에 대한 지지가, 암살 직후 바로 그의 신격화를 요구했었던 군부 내에 강력히 남아있었다. 친위대 병사들을 달래려는 시도에서, 네르바는 암살 사건의 주요 공모자들 중 하나였던 친위대 사령관 티투스 페트로니우스 세쿤두스를 해임하고 옛 지휘관인 카스페리우스 아일리아누스로 대체했다.
마찬가지로, 네르바의 계승 이후 친위대 병사들에게 수여된 관대한 도나티붐이 폭력적인 정권 교체에 반하는 어떤 반감도 재빨리 잠재워줄 것으로 예상되었다. 하지만 친위대는 이런 조치들이 불충분하다고 여겼고, 네르바가 거절했던, 도미티아누스 암살 공모자들의 처형을 요구했다. 그 문제에 대한 이 상태의 불만족이 네르바 집권기의 중대한 위기로 마침내 이끌었을 것이다.
도미티아누스 사후 빠른 권력 변화가 내전이 일어나는 걸 막은 반면에, 황제라는 네르바의 위치가 곧 몹시나 불안정한 것이 드러났고, 그의 온화한 천성은 자신의 권위를 펼치는 데 걸림돌이로 변했다. 그가 즉위하던 때, 그는 배반 재판을 멈출 것을 명했지만, 동시에 원로원에 의한 밀고자 기소가 계속되는 걸 허용하고 말았다. 모든 이들이  자기 이익에 따라 행동하는 한편 자신의 사적인 적들에게 앙갚음을 하려고 함에 따라, 이 조치는 혼돈을 이끌었고, 집정관 프론토가 도미티아누스의 폭정이 네르바의 무질서 상태보다 낫다고 한 유명한 논평으로 이어졌다. 97년 초에, 원로원 의원 가이우스 칼푸르니우스 피소 크라수스 프루기 리키니아누스가 주도한 음모가 실패했으나, 다시 한번 네르바는 공모자를 사형에 처하는 걸 거부했는데, 이는 원로원의 반대가 심했다.
이 상황은 확실한 후계자의 부재 때문에 더욱 악화되었고, 네르바의 노령과 질병으로 더욱 긴급했다. 그는 친자식이 없었고 공직에 적합하지 않은 먼 친척들만 있었다. 후계자는 제국내 총독이나 장군들 중에 택해야만 했고 97년 쯤에 네르바가 시리아의 강력한 총독 마르쿠스 코르넬리우스 니그리누스 쿠리아티우스 마테르누스의 입양을 고려중이라는 것이 밝혀졌다. 이 생각은  트라야누스라고 더 잘 알려진, 게르마니아 국경 부대의 군단장이자 좀 더 인기있는 군 지휘관 마르쿠스 울피우스 트라야누스를 지지했던 이들에게 은연중에 반대되었다.
97년 10월에 이 긴장 사태는 카스페리우스 아일리아누승 주도로 친위대가 황궁을 포위 함락하고 네르바를 인질로 잡으며 절정에 이르렀다. 그는 친위대의 요구를 받아들일 수밖에 없었고, 도미티아누스의 죽음에 책임이 있는 자들을 넘기기로 동의하고 심지어는 반역자들인 친위대에 감사를 전하는 연설을 하기도 했다. 도미티아누스의 옛 시종인 파르테니우스 및 티투스 페트로니우스 세쿤두스는 추적당하여 살해당했다. 네르바는 이 공격에서 다치지지는 않았으나, 그의 권위는 회복불능으로 손상되었다. 나중에 트라야누스는 네르바를 공격하라 친위대에 명령한 지휘관들을 제거했다.
그는 군대와 민중 모두의 지지를 받는 후계자의 지원없이는 더 이상 그의 위치가 안정적이지 못하다는 걸 알아차렸다. 얼마 안되어, 그는 후계자로서 트라야누스의 입양을 선포했고, 이 결정과 함께 거의 퇴위를 했다. 트라야누스는 공식적으로 카이사르의 지위를 부여받았고 98년에 네르바와 집정관직을 공유했다. 카시우스의 글로는 다음과 같다:
그러므로 트라야누스는 살아있는 네르바의 친척들이 있었음에도, 카이사르, 그 이후에는 황제가 되었다. 네르바는 가족 관계를 국가의 안전 이상으로 중요하게 여기지 않았으며, 어떤 외부 출신자이 로마의 주권을 이전에 가진 적이 없던 걸 고려하면, 그는 트라야누스가 이탈리아인 대신에 스페인인이라고 해서 그를 입양을 하려는 걸 꺼리지도 않았다. 그는 그 사람의 국적보다는 그 자의 능력을 보는 걸 믿었기 때문이었다.

카시우스 디오가 대중화한 이 관점과는 대조적으로, 하지만, 네르바는 자신의 후계자에 대해 사실상 선택권이 없었다. 중대한 위협에 마주하기 된, 그는 자신의 손상된 평판을 회복시켜줄 수 있는 자의 지지라 필사적으로 필요했었다. 군경험이 풍부하고, 집정관 집안이며, 연고가 있던 유일한 후보자는 트라야누스였다. 마찬가지로, 네르바가 이것을 통하여 5현제들 사이에서 입양을 통한 계승 전통을 설립했다라는 에드워드 기번의 주장은 현대 역사가들 사이에서 지지를 못 받고 있다.

## 사망과 유산

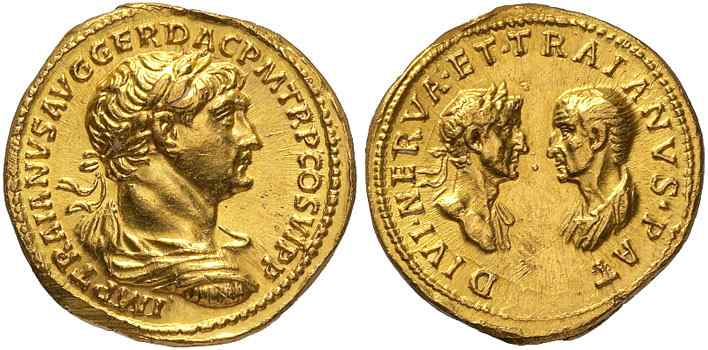
트라야누스 재위 때인 서기 115년경에 주조된 로마의 아우레우스. 반대면은 트라야누스의 친부인 마르쿠스 울피우스 트라야누스 (오른쪽)와 양아버지인 신격화된 네르바 (왼쪽)를 추도한다. Caption: IMP. TRAIANVS AVG. GER. DAC. P. M., TR. P., CO[N]S. VI, P. P. / DIVI NERVA ET TRAIANVS PAT.

98년 1월 1일, 자신의 네 번째 집정관직을 시작하던 때에, 네르바는 접견 중에 뇌졸중을 겪었다 얼마 안 있어 그는 열병으로 쓰러졌고 1월 28일 살루스티우스 정원에 있는 자신의 빌라에서 사망했다. 그는 원로원을 통해 신격화되었고, 그의 재는 아우구스투스 영묘에 안치되었다. 그는 그곳에 안치된 마지막 로마 황제였다.
네르바의 뒤는 많은 열의를 로마 민중들에게 받았던, 그의 양자 트라야누스가 사고없이 계승했다. 소 플리니우스에 의하면, 트라야누스는 네르바를 기리며 신전을 헌신했으며, 그러나 이것의 대한 흔적이 발견되지는 않았고, 신격화된 네르바에 대한 기념 주화들도 그가 죽은 지 10년이 되어서야 발주되었다. 그러나 카시우스 디오에 따르면 메르바를 향해 일으킨 폭동에 책임이 있던 친위대 사령관 카스페리우스 아일리아누스가 트라야누스 즉위 때 '해임' (처형으로 추정)되었다고 한다.
이 시기에 쓰여진 사료들의 부족으로 인해, 네르바의 생애 대부분은 불명확하게 남아있다. 네르바 집권기의 가장 상당하게 남아있는 기록은 3세기 역사가 카시우스 디오가 쓴 것들이다. 이탈리아에 아이네이아스의 상륙부터 서기 229년까지 근 1천년을 다루는 그의 로마사는 네르바가 죽은 지 100년이 더 된 후에 쓰였다. 더욱 자세한 사항들은 4세기 역사가 아우렐리우스 빅토르가 지필했다고 주장되는 황제전이라는 간략화된 전기에 더해졌다.
세세하게 네르바의 생애를 묘사했다고 여겨지고, 좀 더 포괄적인 문서는 동시대 역사가 타키투스가 지필한 역사이다. 역사는 69년 네로의 자결부터 96년 도미티아누스의 사망까지 30년간을 다루는 로마 역사서이다. 하지만 네 명의 황제의 해를 다루는 처음 다섯 권만 남아있으며, 이 서적의 상당 부분이 소실되었다. 그러나 타키투스가 쓴 그나이우스 율리우스 아그리콜라의 전기 도입 부분에, 타키투스는 그의 집권기를 "네르바 카이사르가 한때 해소될 수 없는 것들인 군주권과 자유를 섞어내던, 가장 행복한 시기의 여명"이라 묘사하며, 네르바를 높게 평가한다.
비록 어떤 역사서들도 그의 정책에 대해 실질적인 주해를 제공하지는 않고 있으나, 남아있는 역사서들은 네르바의 짧은 통치기에 대하여 똑같이 긍정적으로 말한다. 카시우스 디오는 트라야누스를 그의 후계자로서 양자로 받아들인 네르바의 결정을 칭찬함과 동시에., 디오와 아우렐리우스 빅토르 둘다 네르바의 지혜와 온화함을 강조했다. 이런 관점들을 이후 18세기 역사가 에드워드 기번이 자신의 저서 로마제국 쇠망사에서 대중화했다. 기번은 96년부터 180년까지 로마 제국을 "지혜와 미덕이라는 지도하에, 절대 권력으로 다스렸던" 다섯 명의 연속된 통치자들인 오현제의 시초를 네르바라고 여겼다. 그럼에도, 기번이 언급하기도 했으나, 그의 후계자들과 비교했을 때, 네르바는 성공적인 통치를 위한 필수적인 요건들이 부족했었을 것이다:
네르바는 자신의 노쇠한 나이가 자신의 전임자들의 기나긴 폭정하에서 커진 민중의 혼란이라는 급류를 거슬러 올라오는 것이 불가능하다는 걸 자신이 알기 이전에도, 도미티아누스의 암살범들한테 황제로 거의 받아들여지지 못했다. 그의 온화한 자질은 선량한 자들에게 존경받았으나, 퇴폐한 로마인들은 죄인들에게 공포를 선사하는 정의를 지닌 좀 더 강인한 인물을 요구했다.

현대 역사학계는 이 평가를 확장하여, 네르바를 선의적인 인물이나 유약하고 무기력한 통치자로 특징짓는다. 로마 원로원은 그의 통치기에 부활한 자유를 누렸으나, 네르바의 국가 재정 및 군대에 대한 권위 부족이라는 실정은 로마를 거의 엄청난 위험 경계 쪽으로 궁극적으로 이끌었다. 카스페리우스 아일리아누스가 주도한 반란은 결코 쿠데타로 의도된 것은 아니었으나, 황제에게 압력을 가하기 위한 고의적인 시도였다. 트라야누스 입양은 후계자가 존경받으며, 믿을 수 있는 장군이라는 점으로 네르바의 권력 기반을 확대했다. 뮤리슨은 네르바의 진정한 재능들이 사실상 황제로서 부적합다고 결론지었다:
네르바는, 궁극적으로 "위원회"적인 인물로 보이는 것 같다. 그는, 명백히, 뛰어난 연설가가 아니며, 문제에 대한 그의 일반적인 조용한 접근이 사람들에게 인상을 미치는, 작은 집단에서 더 기능을 잘하는 인상을 지닌 인물이다. [...] 하지만 오늘날 잘 알려진 것은 대개, "뛰어난 위원회적 인물"이 중요한 관리 업무를 갖게 되면, 그 결과는 끔찍하다는 것이다. 실제로, 로마는, 대재앙에 빠졌었다.  가까운 동시대 작가들이 그들이 말했던 것에 대해 "신경"썼던 그런 모든 것이 없었더라면, 네르바의 통치는 꽤나 부적절한 것이었을 것이다. 그가 오늘날 "피터의 법칙"이라 불리는 것의 교과서 삽화라고 말하는 건 부적절하지 않을 것이다.

따라서 로마사에서 그의 위치는 트라야누스-안토니누스 왕조 이전 떠들썩한 임시 절차라면 필요한 것이라 요약될 수 있다. 심지어는 그의 임기에 완성된 유일한 주요 공공사업인 네르바 포룸도 결국엔 포룸 트란시토리움 (임시 포룸)이라고 알려지게 됐다.
네르바를 기념하는 현대의 조각상 두 개를 그와 관련된 도시에서 찾아볼 수 있다. 네르바를 기념하며 건설된, 잉글랜드 글로스터에는 그의 기마상이 있으며, Southgate 거리로 향하는 입구에 설치되었다. 네르바의 출생지라고 주장되는 이탈리아의 나르니라는 도시에, Cocceio Nerva 거리에도 그의 조각상이 있다.

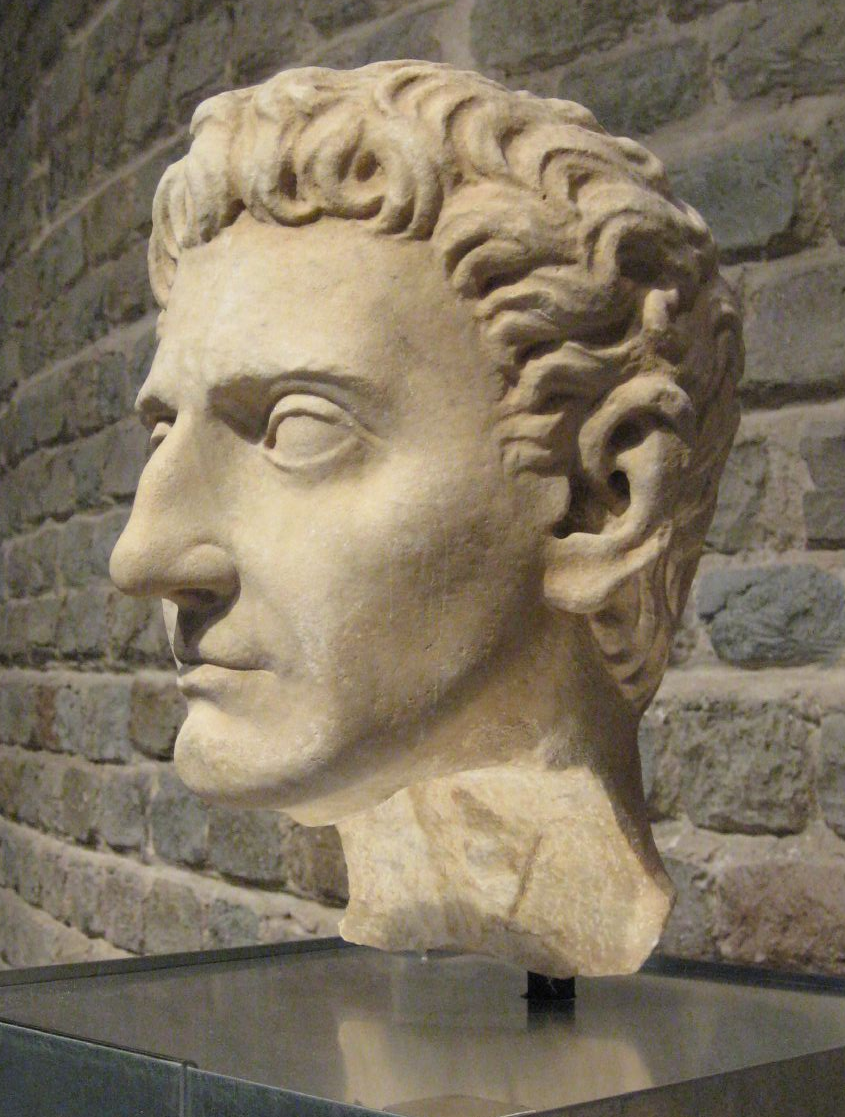
독일 쾰른 로마게르만 박물관에 있는 네르바 흉상
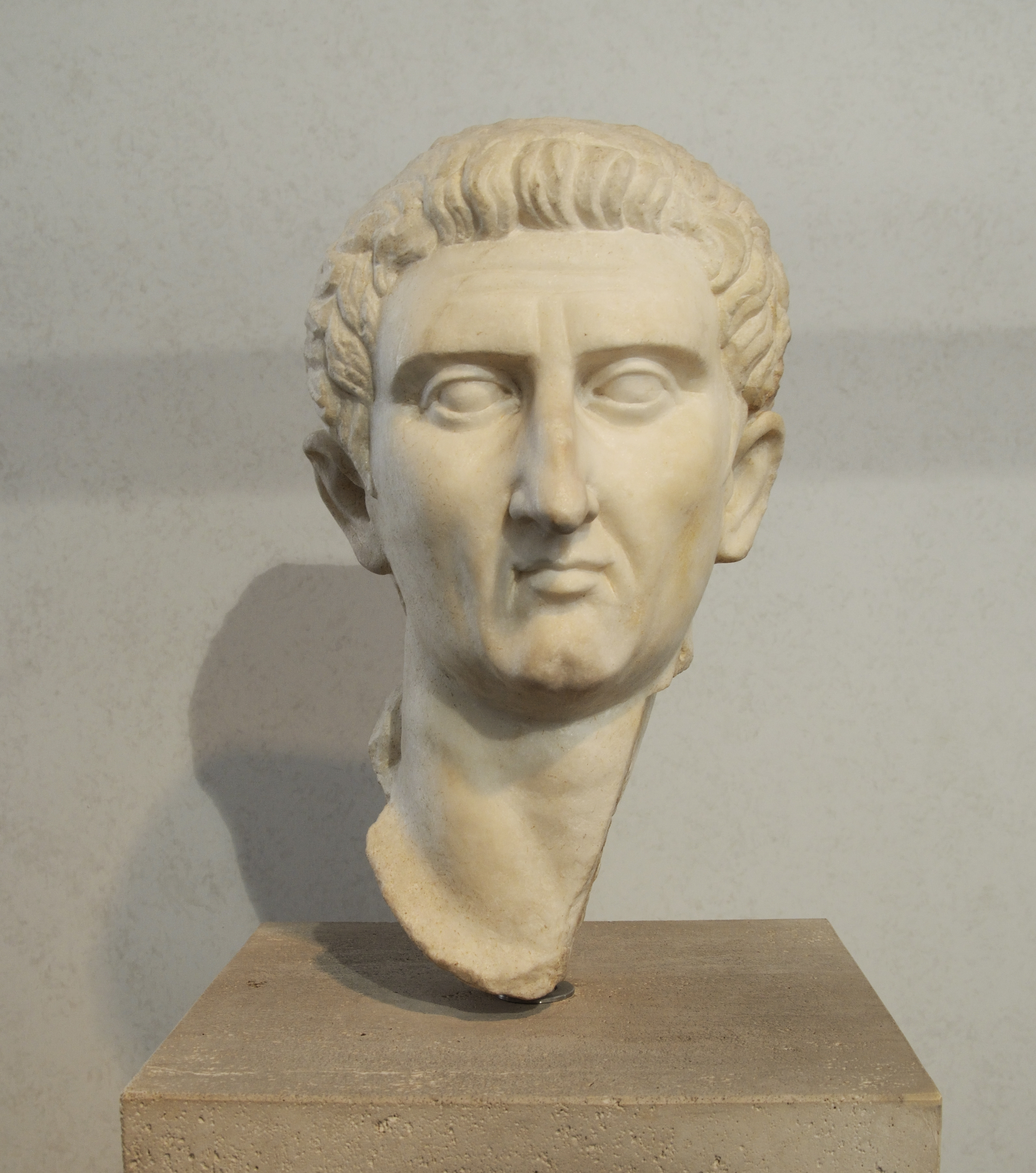
로마국립박물관에 있는 네르바 흉상
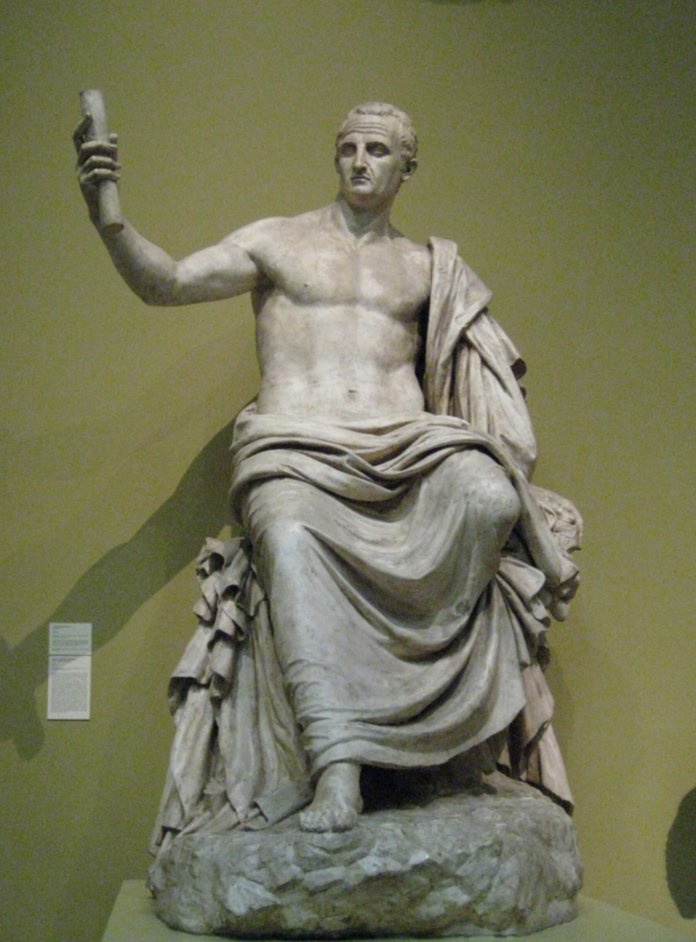
카피톨리노 박물관 (모스크바 푸시킨 미술관)유피테르 모습을 네르바 주물 조각상.
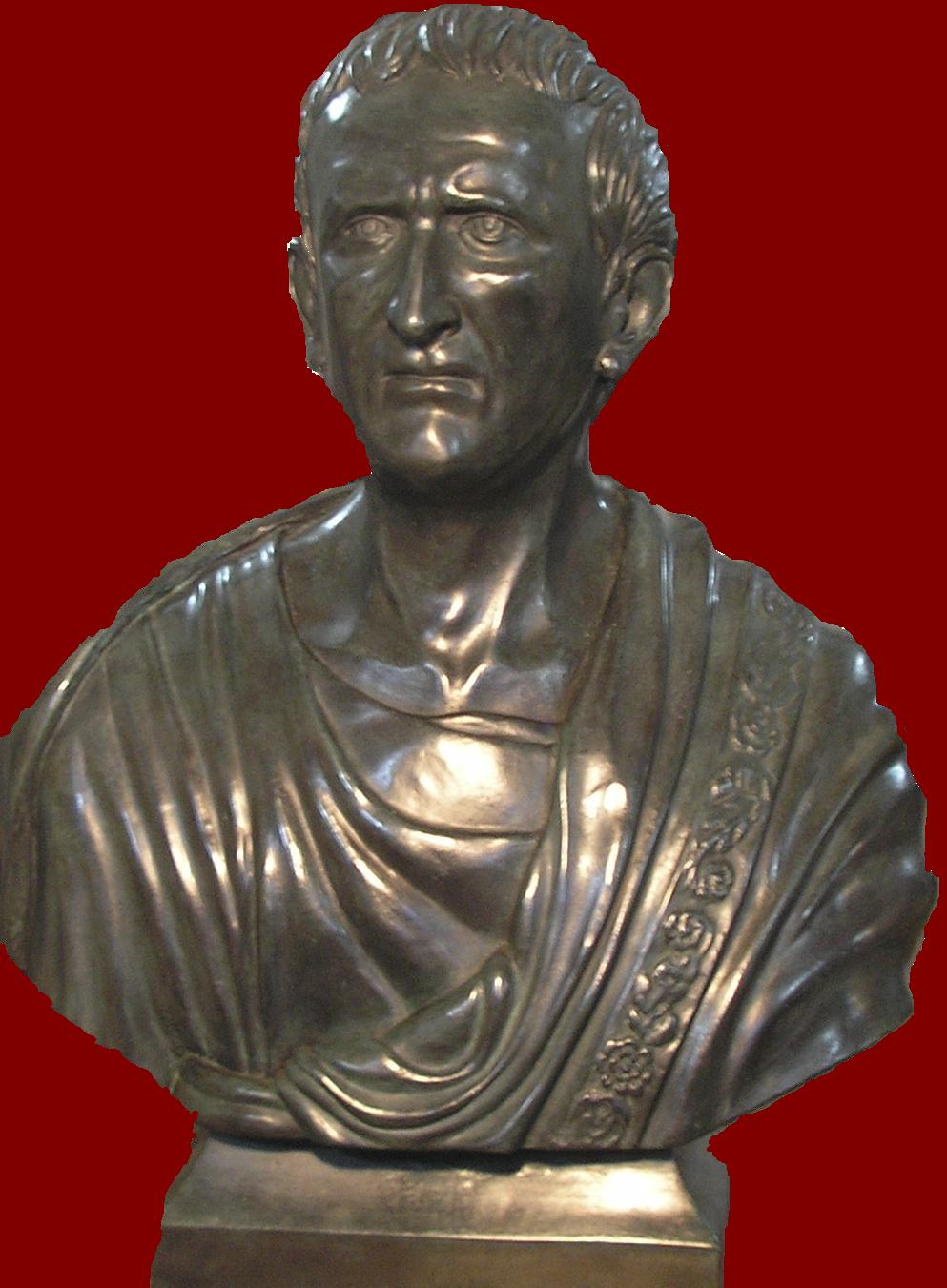
나르니의 조각상.
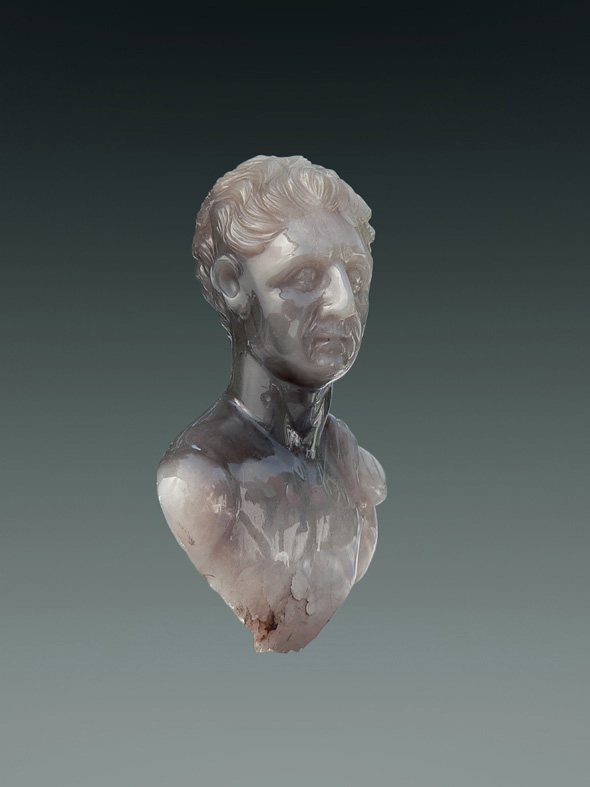
옥수로 된 네르바 황제의 1세기 말 흉상 (개인 소장품).

## 대중 문화에서
1951년 영화 쿠오 바디스에서 노먼 울랜드가 네르바를 연기했다.
1964년 영화 프리토리아 정복에서 줄리아노 젬마 역시도 연기하기도 했다.

## 참고 서적
- Grainger, John D. (2003). 《Nerva and the Roman Succession Crisis of AD 96–99》. London: Routledge. ISBN 978-0-415-28917-7.
- Jones, Brian W. (1992). 《The Emperor Domitian》. London: Routledge. ISBN 978-0-415-04229-1.
- Murison, Charles Leslie (2003). “M. Cocceius Nerva and the Flavians”. 《Transactions of the American Philological Association》 133 (1): 147–157. doi:10.1353/apa.2003.0008.
- Syme, Ronald (1930). “The Imperial Finances under Domitian, Nerva and Trajan”. 《The Journal of Roman Studies》 20: 55–70. doi:10.2307/297385. JSTOR 297385.
- Syme, Ronald (1982). “The Marriage of Rubellius Blandus”. 《The American Journal of Philology》 103 (1): 62–85. doi:10.2307/293964. JSTOR 293964.

## 추가 서적 자료
- Elkins, Nathan T. (2017). 《The Image of Political Power in the Reign of Nerva, AD 96–98》. Oxford and New York: 옥스퍼드 대학교 출판부. ISBN 9780190648039.
- Syme, Ronald (1958). 《Tacitus》. Oxford: 옥스퍼드 대학교 출판부. ISBN 978-0-19-814327-7.
- Syme, Ronald (1983). “Domitian: The Last Years”. 《Chiron》 13: 121–146.

### 1차 사료
- 카시우스 디오, 로마사 Book 68, 영어 자료
- 아우렐리우스 빅토르 (attrib.), 황제전 Chapter 12, 영어 자료

### 2차 사료
- Narnia web links, International links', International links from Narnia.it web site
- Wend, David (1998). “Nerva (96–98 A.D.)”. 《De Imperatoribus Romanis》. 2007년 8월 11일에 확인함.
- Pelham, Henry Francis (1911). 〈Nerva, Marcus Cocceius〉.   Chisholm, Hugh. 《브리태니커 백과사전》 19 11판. 케임브리지 대학교 출판부. 393–394쪽.

| 네르바 네르바-안토니누스 왕조출생: 서기 30년 11월 8일 사망: 서기 98년 1월 25일 |                                                                                    |                                                            |
| 작위                                                                           |                                                                                    |                                                            |
| 이전 도미티아누스                                                              | 로마 황제 96–98년                                                                  | 이후 트라야누스                                            |
| 공직                                                                           |                                                                                    |                                                            |
| 이전 L. 안니우스 바수스 G. 라이카니우스 바수스 카이키나 파이투스               | 집정관 71년 1월-2월 With: 베스파시아누스 3기                                       | 이후 도미티아누스 Gn. 페디우스 카스쿠스                    |
| 이전 A. 비키리우스 프로쿨루스 Mn. 라베리우스 막시무스                          | 집정관 90년 1월-2월 With: 도미티아누스 15기 L. 코르넬리우스 푸시오 안니우스 메살라 | 이후 L. 안티스티우스 루스티쿠스 Ser. 율리우스 세르비아누스 |
| 이전 Ti. 카티우스 카이시우스 프론토 마르쿠스 칼푸르니우스 [...]이쿠스          | 집정관 97년 1월-2월 With: L. 베르기니우스 루푸스 3기                               | 이후 Gn. 아리우스 안토니누스 2기 G. 칼푸르니우스 피소      |
| 이전 P. 코르넬리우스 타키투스 M. 오스토리우스 스카풀라                         | 집정관 98년 1월 1-13일 With: 트라야누스 2기                                        | 이후 Gn. 도미티우스 아페르 쿠르비우스 툴루스               |